# Historia del Caracas Fútbol Club

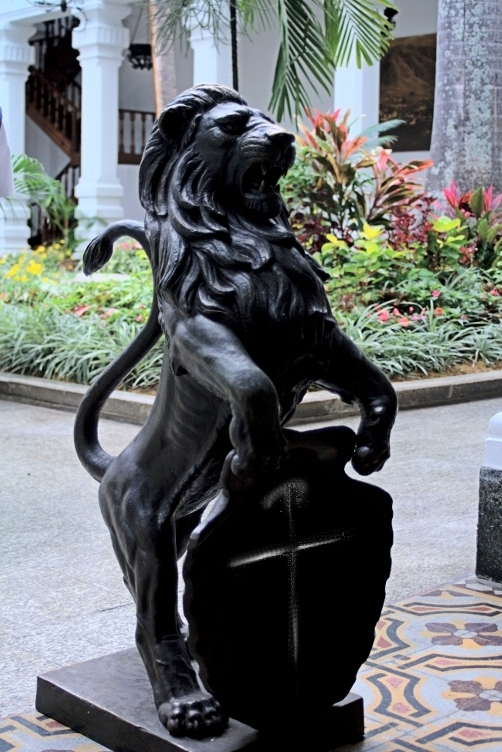
El león, símbolo tradicional del Caracas Fútbol Club.

La historia de Caracas Futbol Club comienza oficialmente el 12 de diciembre de 1967. El Caracas Fútbol Club es, a la fecha, el equipo que más competencias ha ganado en el fútbol venezolano durante la era profesional (17) sumando torneos nacionales en Primera División (12) y Copa Venezuela (5), además de Segunda División (1). Sólo considerando los títulos nacionales de Primera División (12) es el primero, y el más ganador en la historia de los Campeonatos Venezolanos. Adicionalmente, el equipo Rojo el equipo que lidera la tabla de todos los tiempos de los Campeonatos de Fútbol Venezolano y también ha sido uno de los cinco equipos venezolanos que nunca ha bajado de categoría.
Hasta la fecha, el Caracas ha conquistado once campeonatos en el Torneo Local, además de haber participado en 12 Copas Libertadores, la más exitosa la del año 2009, en la que el Caracas FC logró llegar hasta los cuartos de final del torneo suramericano. Además, tiene dos participaciones en pre-libertadores, dos en Copa Merconorte, una Conmebol y Copa Nissan Suramericana, un currículum que avala su exitosa trayectoria y lo ratifica como el club más ganador en la historia del balompié venezolano.

## Antecedentes y Fundación
El Caracas Futbol Club fue fundado el 12 de diciembre de 1967 por iniciativa de un grupo de amigos encabezados por José León Beracasa,  Jorge Cubeddu,  Luis Ignacio Sanglade,  Ángel Román,  Diógenes Álvarez,  Luis Abad Obregón,  José Abad Obregón y Oswaldo Merchán reunidos en la "Quinta Rebeca" ubicada en la urbanización San Román de la ciudad capital -al momento de la fundación el equipo contaba con un Capital social suscrito de Bs. 1.000- con la idea de tener un equipo de fútbol donde ellos pudieran distraerse en sus ratos libres, participa en la Primera División de Venezuela desde 1985. La historia del Caracas FC inició bajo la organización “Yamaha”, que incursionó en la actividad futbolística organizada a través de la Asociación del Estado Miranda, militando en la primera categoría amateur. Tras una exitosa campaña de varios años se inscribió en la Liga de Fútbol Profesional de Venezuela para cumplir el paso obligado por la segunda división.

## Etapa Amateur (1967 – 1983)
En 1976 Andrea Ipollitto y su hijo Vito Ipollitto, junto con Oswaldo Merchán, Guillermo López y Luís Slato entre otros, amantes empedernidos del fútbol y también aficionados al motociclismo, deciden fundar y registrar en la asociación de fútbol del Estado Miranda un equipo de fútbol amateur con el nombre de Yamaha FC haciendo referencia a su rentable negocio de motos y a la emblemática marca japonesa, es así como el Yamaha FC empieza en la primera división amateur de nuestro balompié. En 1983; el Yamaha F.C.  continúa su participación en el fútbol amateur, pero esta vez se inscribirse en la Asociación de Fútbol del Distrito Federal.

## Ingreso al Profesionalismo (1984 – 1985)
En 1984, el equipo fue rebautizado con el nombre mixto de Caracas – Yamaha FC ya que los directivos deciden asociar al equipo con la ciudad y, aunado a este cambio de rumbo, deciden inscribir al equipo en la "Liga de fútbol Profesional de Venezuela" obteniendo el derecho a participar en la Segunda División del fútbol venezolano; ingresando de esta manera al Profesionalismo. El entusiasmo movió tanto a directivos como a jugadores, así como también el indiscutible aporte de los refuerzos incorporados a la plantilla, sin olvidar la barra solidaria que para entonces aupaba al equipo, fueron factores que se conjugaron para alcanzar otro éxito indiscutible.
En efecto, Caracas – Yamaha se proclamó campeón en su temporada de estreno en la segunda categoría. Para entonces, los campeonatos de fútbol profesional venezolano se disputaban por el sistema de eliminatorias y liguilla. Tras clasificar invicto en la primera etapa, Caracas - Yamaha ratificó su contundente superioridad al proclamarse campeón ganando 1 a 0 al Atlético Anzoategui, faltando dos fechas para la culminación del calendario final. Hugo Maceiras fue el primer máximo goleador del Caracas FC en Segunda División de 1984 con 15 goles.
Adolfo Castro y José María Bisbal, para entonces directores técnicos de la oncena capitalina, no dudaron en recomendar a los directivos el ascenso del equipo a primera división, que, por lo demás, era un derecho ganado con todo los honores. Como era de suponer, el desempeño en un medio de mayor nivel repercutió en la escuadra debutante, que con mucho esfuerzo se salvó de descender a la segunda categoría.
Para su participación en el Campeonato de Primera División en 1985, la directiva decide cambiar el nombre del equipo Caracas-Yamaha a Caracas Fútbol Club, pero este nombre ya estaba registrado a nombre del Dr. José León Beracasa, este al enterarse de que un equipo recién ascendido a la primera división deseaba usar el nombre Caracas F.C., lo cede y pasa a formar parte de la directiva del equipo. Comenzando así la historia del Caracas F.C. como equipo profesional de primera división.

## Los inicios en Primera División (1985 - 1989)
En 1985 Caracas FC comienza su participación en la Primera División del Fútbol Profesional Venezolano, al disputar la Copa Venezuela, que se jugaba aparte del Torneo de Liga, en esta copa, Caracas F.C. pasaría momentos difíciles, producto de su paso a una categoría de mayor calidad competitiva y terminaría en la penúltima posición. Estas dificultades también se reflejaron en su participación en el Campeonato de 85-86 en la cual finalizó en la última posición. Con esta participación, a Caracas FC le correspondía descender a segunda división, pero pudo conservar la categoría gracias a la decisión de la FVF de elevar la cantidad de equipos participantes en el Campeonato de Primera División 86-87.
En el año 1986, el canal de televisión venezolano, RCTV, pasa a ser el nuevo propietario del equipo y decide fusionar a la directiva anterior del equipo junto con representantes de la planta televisora, la nueva directiva fue conformada por Vito Ippolito, Oswaldo Merchán, Jorge Cubedu y el Dr. José León Beracasa por el Caracas FC; Juan Lamata, Armando Sanoja y Gustavo Suárez por RCTV. Así el equipo afrontó su segunda temporada en primera división, en la cual mejoró ostensiblemente su rendimiento, finalizando en 4.º lugar y con Wilton Arreaza como el máximo goleador (Primer goleador en la historia del Caracas FC) del torneo con 8 tantos.  Después de una segunda temporada aceptable en 1986, donde el descenso no era una gran amenaza, que se cambió el nombre de Caracas FC, además pasó el año siguiente a ser propiedad compartida de la empresa Yamaha y Radio Caracas Televisión. En efecto, el conjunto que con el correr de los años y la familiarización con el público, pasó a ser considerado como el equipo capitalino del fútbol profesional venezolano.
Bajo la presidencia del Señor Beracasa, en 1987 el Rojo cumplía su mejor actuación desde su ingreso a la división de honor. En aquella campaña, bajo la dirección técnica de Manuel Plasencia y Luis Mendoza, el equipo estuvo luchando hasta la última fecha del octagonal, su opción de participar en la Copa Libertadores de América. Le disputaban ese honor nada menos que Marítimo y el  Unión Atlético Táchira, pero el Rojo peleo palmo a palmo pero en la última fecha perdió el juego clave con el Táchira y así los dos conjuntos obtuvieron la representación del fútbol nacional en el torneo continental, y que posteriormente les permitió enfrentar a los abanderados chilenos Colo-Colo y Universidad Católica.
Al término de la temporada del año 87, la Liga de Fútbol Profesional modificó el esquema del campeonato venezolano, de manera que su desarrollo coincidiera con los torneos que se escenificaban en Europa, realizados entre los meses de octubre y julio.

### La Debacle (1989)
A finales de 1988 con el comienzo de la temporada 88-89, Caracas FC empezaría a transitar por el periodo más crítico de su historia como equipo profesional, pero a pesar de eso el club tuvo una excelente primera vuelta, comenzó bien para el Caracas FC y que incluso levantó la Copa Venezuela, pero las suspensiones y las lesiones de varios jugadores claves en la segunda mitad de la temporada, como la del defensor Roberto González, casi llevó al colapso del equipo, esto dejaría al Caracas FC en un decepcionante 8.º lugar al final del torneo. Y por si fuera poco, después de terminar la temporada, RCTV abandonó, sin previo aviso, la directiva del equipo, dejándolo así sin soporte económico para afrontar la siguiente temporada. "El destino del equipo estaría escrito en las páginas deportivas del diario El Nacional".
La directiva del Caracas FC ante la imposibilidad de mantener económicamente la plantilla, intento conseguir apoyo de organismos públicos y empresas privadas, no tuvo éxito, en medio de esta incertidumbre por no saber si el equipo jugaría o no, varios jugadores importantes abandonaron la plantilla en búsqueda de nuevos horizontes. Así jugadores como César Baena, Boby Ellie, Wilmer Segovia, Pedro Acosta y Wilton Arreaza, entre otros, pasaron a engrosar las filas de otras divisas.
Fue entonces que mediante una simple y simbólica negociación, lo que quedaba de la junta directiva encabezada por el Señor José León Beracasa, deciden vender el equipo por el simbólico precio de "1 Bolívar" y con la única condición de conservar el nombre "Caracas Fútbol Club", a la "Organización Deportiva Cocodrilos" a través de su presidente el Señor Guillermo Valentiner, más tarde "el doctor" como le denominan por cariño los fanáticos del club aclararía que la adquisición del Caracas fue producto de la casualidad y de que en ese entonces y hasta nuestros días es un apasionado a la lectura y por sobre todo al periódico.
Cuando se pensaba en la desaparición del Caracas FC, tras problemas económicos el equipo fue adquirido el 4 de octubre de 1989 por la Organización Deportiva Cocodrilos, iniciando la “Era Valentiner”, El precio de la cesión fue de Bs. 5.000, y se solicitó que el nombre del equipo pudiera ser utilizado por los fundadores del club para la Liga de Veteranos. En el acuerdo se presentan José León Beracasa como Presidente de la Sociedad Civil del Caracas FC, y el Dr. Guilermo Valentiner como Presidente de la Organización Deportiva Cocodrilos C. A. El 25 de abril de 1990 se finiquitó el traspaso de todos los derechos. El domingo, con sólo tres días de entrenamiento, el Caracas enfrenta en el "Brígido Iriarte" al Deportivo Italia, al que vence un gol por cero, convirtiéndose esa sorprendente victoria en el primer logro de una justa recompensa a quienes con tanto entusiasmo y fe, habían emprendido lo que parecía un proyecto imposible.

## Años 1990: la década de consolidación
Bajo la conducción de la Organización Deportiva Cocodrilos, el Caracas FC comenzó la temporada 89-90 con una plantilla integrada por jugadores juveniles y novatos, logrando en el primer compromiso de la temporada una sorpresiva victoria 1-0 ante el Deportivo Italia. Esta sería la primera de las 13 victorias que Caracas conseguiría en esa temporada para finalizar en un meritorio 4.º puesto. Esta temporada y la 1990-1991 en la que Caracas terminó en el 7.º lugar, fueron parte de un periodo de transición y reorganización que comenzaron a darle al equipo, el verdadero perfil de un club de fútbol.
La temporada 1991-1992 fue la que marcaría el comienzo de una seguidilla de éxitos para los Rojos del Ávila, bajo el entrenador Manuel Plasencia, que se habían quedado luego de la agitación, permitió a los renovados rojos del Ávila alzarse con su primer campeonato profesional quedando 1 punto por encima del Minerven FC, con las destacadas actuaciones de Gabriel Miranda, Gerson Díaz y del goleador del torneo, Andreas Vogler (Segundo campeón goleador en la historia del club) que perforó las redes en 22 oportunidades. Gracias a este título,  Caracas logró obtener su primer cupo para participar en la Copa Libertadores de América.
En medio del Campeonato 1992-1993, Caracas F.C. asumía su primera participación internacional, La Copa Libertadores, el Martes 16 de febrero de 1993, Los Rojos del Ávila lograron su primera victoria internacional en competiciones oficiales, al vencer en Lima, 0-1 al Sporting Cristal de Perú, el autor del tanto caraquista (el primer gol rojo en torneos internacionales) fue el chileno Juan Carlos Letelier. Finalmente Caracas no lograría pasar a la segunda fase pero tuvo una decorosa actuación al obtener 4 puntos, producto de 1 victoria y 2 empates. En el ámbito nacional, la escuadra roja finalizó la temporada en 3.er lugar. Más tarde en ese año Caracas ganó la Copa Venezuela por segunda vez en su historia. También en el 93, Caracas F.C. participó en la Copa Conmebol, eliminando al Táchira con victorias como local y visitante, cayendo eliminado ante el ganador de la llave brasilera, el Botafogo.

### El Primer Bicampeonato 1993/94 – 1994/95
Con el Prof. Pedro Febles, en la temporada 93-94, Caracas obtuvo su segunda estrella con grandes actuaciones de las insignias caraquistas, Gaby Miranda y Gerson Díaz, contando también con el aporte del alemán Andreas Vogler y el inolvidable jugador ghanés Ibrahim Salisú. Caracas cerró el año 1994 ganando por tercera vez la Copa Venezuela.
La temporada 94-95, Caracas F.C. en su segunda participación en Copa Libertadores, logra quedar tercero de grupo con 6 puntos, gracias a las dos victorias conseguidas ante Trujillanos (el otro participante venezolano en la copa), y clasificó por primera vez a octavos de final, donde cayó eliminado por el Sporting Cristal con marcador global de 8-5. Esto no detuvo la marcha triunfal del Caracas en el ámbito nacional, donde Plasencia volvió a llevar al equipo a un título en la temporada 1995-96 consiguiendo así su primer bicampeonato consecutivo en un hexagonal final que estuvo lleno de emociones y que quizás sea uno de los campeonatos más recordados en la historia del fútbol venezolano ya que los Rojos definieron a su favor en el último encuentro, con una goleada 4-1 sobre el Táchira y esperar que Mineros de Guayana derrotara a Minerven para alzarse con la estrella. Gaby Miranda nuevamente fue clave para ganar el torneo al anotar 9 tantos. Es también digno de mención que durante este tiempo el Caracas FC ganó la Copa de Venezuela en dos ocasiones en 1994 y 1995, aunque históricamente la competencia ha estado marcada por la inestabilidad y el anonimato.
La temporada 95-96 no fue muy exitosa para el Caracas, pues en su tercera participación en Copa Libertadores lo único rescatable fue el empate 1-1 ante San Lorenzo, ya que los capitalinos finalizaron en el último lugar del grupo con 2 puntos. Y en el torneo nacional quedaron en el 3.er puesto. José Luis Dolguetta, el histórico goleador venezolano, se convirtió en el 3.er campeón goleador en la historia de la institución roja, al convertir 22 goles.
Pero los capitalinos no tardarían en retomar la senda ganadora, en la temporada 96-97, tras perder el Torneo Apertura con la dirección técnica de los profesores Ricardo Vicente y Francisco "El Pollo" Sandoval. Caracas F.C. trae de vuelta a Manuel Plasencia, y logra ganar el Torneo Clausura. Ya en la final, Caracas se enfrentó al Atlético Zulia, al cual venció 1-3 en el Estadio José Encarnación Romero y goleándolo en el Estadio Brigido Iriarte, 5-0, logrando así el Tetracampeonato. "El Huracán" Rafael Castellin se convertiría en el 4.º jugador rojo en conseguir el título de campeón goleador al haber marcado 20 goles. ”El Lagarto" Juan García y Gaby Miranda también se destacaron en este torneo.
Las siguientes tres temporadas del Caracas F.C. no serían las mejores a nivel local, un proceso de recambio generacional, combinado con importaciones poco exitosas, produjeron una sequía de títulos. En la temporada 97-98 obtuvo un 5.º lugar. En el marco de la ronda Pre-Libertadores 98 en la cual dos cupos se definían entre 2 equipos venezolanos y 2 mexicanos, Caracas tuvo una buena actuación, en la primera vuelta recibió la visita de las Chivas de Guadalajara, empatando 1-1 y luego venció a las Águilas del América 1-0 con gol de José Manuel Rey. En la segunda vuelta, cayó 4-1 en su visita a las Chivas, y necesitado de una victoria para obtener el cupo a la Libertadores 1998, terminó empatado 1-1 en el Estadio Azteca ante el América. Más tarde en el mismo año 98, Caracas participó en la Copa Merconorte en la cual no pudo pasar de la primera ronda, pero obteniendo resultados importantes como el empate 1-1 de visitante ante el Deportivo Cali, y la victoria en Lima 1-3 ante el Universitario de Deportes. Rafael Castellín compartió el título de máximo goleador de esta copa con otros 4 jugadores, todos con 4 goles, "El Huracán" fue el primer jugador caraquista en ser máximo artillero de una copa internacional.

### Semifinalista de la Copa Merconorte 1999
En la temporada 98-99 Caracas terminó en un decepcionante 6.º lugar del torneo local, pero eso pronto pasaría al olvido, gracias a la Copa Merconorte 99, en la cual tendría una de sus mejores participaciones a nivel internacional, clasificando a semifinales. Caracas quedó segundo en su grupo, detrás del Independiente de Santa Fe, consiguiendo sendas victorias de local y de visitante ante el Emelec (2-1 y 0-1), y ante el Sporting Cristal (3-1 y 2-3). En semifinales, Caracas F.C. enfrentó al Independiente de Santa Fe, empatando de local 1-1. En el partido de vuelta jugado en el Campin de Bogotá, Los Rojos del Ávila abrieron el marcador con un golazo de Luís "El Pájaro" Vera, y estuvieron a solo 3 minutos de clasificar a la final, pero caería el gol del Independiente por intermedio de Jeffrey José Díaz que forzó la definición por penales. Finalmente Caracas cayó eliminado 4-2 en la ronda de penaltis. Juan García se convirtió en el máximo goleador de la copa tras haber conseguido 6 tantos, y de paso se convirtió en el segundo caraquista en ser máximo goleador de una copa internacional. En la temporada 1.999-2.000, Caracas finalizó en 4.ª posición. Juan García fue el máximo goleador del torneo (el 5.º en la historia del Caracas) con 24 goles.

## Años 2000: la era de Noel Sanvicente
En la temporada 2000 – 2001, la Federación Venezolana de Fútbol cambió el formato del torneo, el cual consistía en un torneo previo clasificatorio que se llamó, Copa República Bolivariana de Venezuela en la cual participaban los 16 equipos de Primera División, divididos en 2 zonas geográficas. Al final de esta copa, los 10 equipos con mejor récord pasaban a disputar el Torneo de Primera División, y los ganadores de cada zona, se enfrentaban en una final. Caracas F.C. fue el ganador de la Zona Oriental, y el Deportivo Táchira fue el ganador de la Zona Occidental, estos se enfrentaron en la final de la copa y Caracas resultó campeón al ganar de local 2-1 y empatar como visitante 2-2 con un gol sobre la hora de Stalin Rivas. Ya en el Torneo, Los Rojos del Ávila, dominaron de principio a fin a sus rivales y pusieron fin a una sequía de títulos, al ganar su quinta estrella, con destacadas actuaciones del “Mago” Stalin Rivas, Jorge Rojas y de Héctor González. A finales del 2001, Caracas participó en la última edición de la Pre-Libertadores ante equipos Mexicanos, donde no pudo ganar el cupo, a pesar de haber tenido una buena actuación como local, venciendo al Morelia (3-1), a Trujillanos (3-0), y empatando ante el América 1-1; no fue capaz de sacar puntos de visitante.
La temporada 2001-2002 fue muy irregular para la escuadra roja, perdiendo valiosos puntos de local, el DT. Carlos Horacio Moreno, quien había logrado llevar al equipo a ganar su quinta estrella, no pudo encontrar la fórmula para enderezar el rumbo que llevaba el Caracas. Entonces la directiva, faltando 4 fechas para terminar el torneo, decidió cesantearlo. El puesto fue ocupado por un joven entrenador, quien para ese momento estaba dirigiendo al Caracas B en segunda división, Noel “Chita” Sanvicente, quien con el tiempo se convertiría en el DT más ganador del fútbol venezolano. “Chita” imprimió el ánimo que le faltaba a la plantilla, y logró ganar 10 de los 12 puntos que disputó. Caracas finalizó en el 5.º lugar.
La directiva caraquista decidió darle la confianza a Noel Sanvicente para que siguiera llevando las riendas del equipo en la temporada 2002 – 2003, los resultados se dieron de inmediato y Caracas ganó el Torneo Apertura sacándole 4 puntos al Deportivo Italchacao. Caracas se enfrentó en la final, al ganador del Torneo Clausura, el Unión Atlético Maracaibo. Tras empatar en Maracaibo 1-1, los Rojos del Ávila lograron conquistar su sexta estrella, goleando 3-0 con actuaciones estelares de Stalin Rivas y del “Loco” Dioni Guerra. Caracas se convirtió hasta la fecha en el club más ganador del fútbol venezolano.
Los éxitos continuaron en la temporada 2003 – 2004, Caracas ganó un Torneo Apertura 2003, que fue tan cerrado, que al final terminó con triple empate en la punta entre Mineros, Táchira y el Caracas que sacó la mejor parte debido a que obtuvo más puntos en el enfrentamiento directo con los otros equipos mencionados.
Después de 8 años de ausencia, Caracas F.C. regresaba con muchas ilusiones a la Copa Libertadores 2004, pero su 4.ª participación en esta competición no fue nada sencilla, ya que tuvo que enfrentar en el mismo grupo, a los campeones de Brasil (Cruzeiro) y de México (Santos Laguna). Y pese a plantear muy buenos encuentros, quedó eliminado en la primera ronda, donde obtuvo 6 puntos, al vencer al también eliminado Universidad de Concepción (Chile), como visitante (2-3) y luego como local (1-0). Pese a esto,  Caracas siguió demostrando su superioridad en el ámbito nacional, al ganar de punta a punta, el Torneo Clausura 2004, sacándole 12 puntos de diferencia a su más inmediato perseguidor, Deportivo Táchira, coronándose así campeones por 7.ª vez y su segundo bicampeonato consecutivo, y sin necesidad de jugar la final. Rafael Castellin fue uno de los más destacados del campeonato, al finalizar 2.º en la tabla de goleadores, con 14 tantos.
La temporada 2004 – 2005 no fue la mejor para el club, tomando en cuenta que venía de 2 temporada consecutivas obteniendo el campeonato, sin embargo tampoco fue una mala temporada ya que Caracas pudo terminar en el 2.º puesto de la clasificación general, para obtener el cupo para Copa Libertadores 2006. Para destacar nuevamente, la destacada actuación de Rafael Castellin, anotó 14 goles por 2.ª temporada consecutiva, quedando tercero en la tabla de goleadores.
Aun cuando en el papel, le había tocado un grupo más accesible que el del año pasado, Caracas tuvo una mala Copa Libertadores 2.005, finalizando último de grupo, con 4 puntos, que obtuvo de local, con empate 1-1 ante Banfield (Argentina), y victoria 2-0 ante Alianza Lima (Perú). Tras esta temporada, se produjo la renuncia de Noel Sanvicente del club, para continuar su capacitación como director técnico en Argentina y otros países de Sudamérica.
Caracas empezaba la temporada con nuevo técnico, Gabriel “Barrabas” Gómez, y con una plantilla reforzada. Las cosas no pudieron salir peor, una derrota de visitante 0-1 ante el Táchira en el Brigido Iriarte (casa de los aurinegros en esa temporada), marcaba el penoso paso del técnico colombiano por el banquillo rojo. Tras 7 encuentros dirigidos y los 3 últimos perdidos en fila, “Barrabas” fue despedido de la institución, y sustituido por el veterano entrenador uruguayo, Walter “Cata” Roque, que ocuparía el puesto transitoriamente hasta el final del Apertura. Pero después de perder los 3 de los 4 encuentros que dirigió, fue cesanteado para traer de vuelta a “Chita” Sanvicente. Este cambió el rumbo del equipo rápidamente, obteniendo una victoria 4-1 ante Trujillanos. Sanvicente terminó el Apertura, ganando 5, empatando 1 y perdiendo 1, una notable mejoría que, sin embargo, no sirvió para que el equipo saliera del 5.º lugar en el que terminó.
En 2005, Caracas participa por 6.ª vez en la Copa Libertadores en su edición 2006, pese a mejorar su actuación del año anterior, los Rojos de Ávila no pudieron pasar de la primera ronda, a pesar de esto, obtuvieron resultados importantes, como el empate 1-1 de visitante ante el equipo más popular de México, Las Chivas de Guadalajara, y la goleada 4-0 de local ante Cienciano del Cuzco (Perú), quien era el vigente campeón de la Copa Sudamericana.
Estaba claro que el principal objetivo del equipo era ganar el Torneo Clausura 2006, y con los importantes aportes de Alejandro “El lobo” Guerra, Cesar “Maestrico” González y de los colombianos Wilson Carpintero y Jorge “El camello” Serna, Caracas ganó el Clausura, así obtuvo el pase a la final para enfrentar al U.A. Maracaibo y el cupo a Copa Libertadores 2.007. Finalmente llegó la 8.ª estrella para el Caracas, al vencer en el Estadio Brigido Iriarte 3-0 al Unión Atlético Maracaibo, y quedar 4-1 en el marcador global.
La temporada 2006 – 2007, mostraría la más cerrada lucha por el título en los últimos años, entre Caracas F.C. y U.A. Maracaibo, para los caraquistas estaba claro que sería vital ganar el Torneo Apertura para luego darle la prioridad a la participación en Copa Libertadores, y con ese compromiso, Caracas comenzó venciendo en un durísimo partido al Monagas, 1-0 con un penal convertido por el “Maestrico” González. Un empate 0-0 de visitante ante Maracaibo en la primera vuelta empezó a inclinar la balanza a favor del Caracas. En la última fecha del Torneo Apertura, Caracas recibía a Maracaibo, los azulgrana llegaban como líderes a 3 puntos del Caracas. Los Rojos del Ávila estaban obligados a ganar para que el título se definiera a su favor con los puntos obtenidos en el enfrentamiento directo vs Maracaibo. Finalmente lo consiguieron, Caracas ganó 3-1 y se adjudicó el Torneo Apertura. Cesar “Maestrico” González fue uno de los más destacados de este torneo.

### Copa Libertadores 2007 - Monumentalazo y Cucutazo
En el 2007, Caracas afrontaba su séptima participación en Copa Libertadores, con el claro objetivo de pasar a 2.ª Ronda, Los Rojos del Ávila quedaron encuadrados en un grupo muy complicado y en el cual, casualmente, todos los participantes eran campeones de sus ligas, River Plate (Argentina), Colo-Colo (Chile), LDU Quito (Ecuador) y el Caracas F.C. actual campeón venezolano.
Caracas clasificó como campeón venezolano 2006 a la edición de la Copa Libertadores 2007, ubicado en el Grupo 6 junto a Colo-Colo, Liga de Quito y River Plate.
Su primer partido como local lo pudo disputar en el Estadio Brígido Iriarte de Caracas venciendo 1-0 al LDU Quito con gol del “Lobo” Guerra, pero debido a que este estadio no cumple con los requisitos para ser usado en la Copa Libertadores (20000 espectadores), la Conmebol no permitió más su uso durante este torneo. Por ello, debió disputar sus partidos como local en el Estadio General Santander de Cúcuta, Colombia, debido a que ningún estadio en Venezuela podía ser usado por los preparativos para la Copa América 2007.
Así el 8 de marzo de 2007, Caracas hizo historia, al ser el primer equipo venezolano en vencer a un equipo argentino como visitante en competiciones oficiales, ganando 0-1 al River Plate en el Estadio Monumental de Buenos Aires, con gol del Colombiano, Iván “Champeta” Velásquez.Y en la penúltima fecha del grupo Caracas ganó contundentemente, 3-1, en el Estadio General Santander en Cúcuta eliminando a los Argentinos que habían usado todas sus influencias, para sacar a los Venezolanos de la Copa. Con este resultado, Caracas clasificó por segunda vez a la 2.ª Ronda de la Copa Libertadores (Primera vez en Copa Libertadores 1995). En el último encuentro de la 1.ª ronda, Caracas cayó en su visita al LDU de Quito, 3-1, resultado que contaba sólo para las estadísticas, pues ambos equipos ya habían sellado su destino en la fecha anterior.
Ya en octavos de final, Caracas tuvo que enfrentar al mejor equipo de la 1.ª Ronda, el Santos FC de Brasil. A todas luces las estadísticas favorecían a los Brasileños la llave más emocionante de octavos de final, en el encuentro de ida que se jugó en el Estadio Olímpico de la UCV en Caracas, que se acondicionó a tiempo para recibir este encuentro, y ante un gran marco de aficionados 25.000 espectadores; el “Rojo” logró su primer empate ante equipo Brasileños en competencias internacionales, con un emocionante 2-2, los goles fueron anotados por “Champeta” Velásquez y Leonel Vielma. En el encuentro de vuelta, en el Estadio Vila Belmiro, Caracas estuvo a punto de dar la sorpresa, con golazo de José Manuel Rey producto de un tiro libre, y luego anotando el 0-2 con un cabezazo de Wilson Carpintero, al final Santos impuso su localía y dio vuelta al marcador para vencer 3-2, y eliminar al Caracas de la Copa Libertadores.

### La Época Dorada (2007 - 2011)
A pesar de estar muy involucrado con la Copa Libertadores, Caracas no descuidó el Torneo Clausura, en el que luchó hasta el final, cayendo derrotado en el último encuentro 3-1 en su visita al Maracaibo que se tituló campeón de un Torneo Clausura, que, tal como el Apertura terminó con empate en puntos entre estos dos equipos, favoreciendo a los azulgranas el enfrentamiento directo con los caraquistas. Este resultado forzaba a jugar la Gran Final del campeonato.
La final fue tan pareja como lo fueron los Torneos Apertura y Clausura, pero la casta y categoría del Caracas F.C. pesó en el encuentro de ida jugado en Maracaibo, en el cual un gol del talentoso jugador Ronald Vargas, inclinó la balanza de manera definitiva hacia el bando rojo. En la vuelta, jugada en el Brígido Iriarte, un empate 0-0 le daba el título de campeón de Venezuela por novena vez en su historia. Destacar jugadores en esta temporada es muy difícil, pero quienes resaltaron por encima del resto fueron Cesar González y Edder Pérez. El colombiano, Wilson Carpintero destacó con 10 goles quedando 3.º en la tabla de goleadores del campeonato.
En la temporada 2008-2009 Caracas ratifica su superioridad ante los otros clubes de la liga se proclama campeón del Torneo Clausura 2009 dejando en el camino a Estudiantes de Mérida y su eterno Rival Deportivo Táchira así en el juego de ida queda empate 1-1 pero en el juego de vuelta Caracas propina una paliza al Deportivo Italia ganando 5-0 en el Estadio Olímpico de la UCV para coronarse su Décima estrella del fútbol venezolano

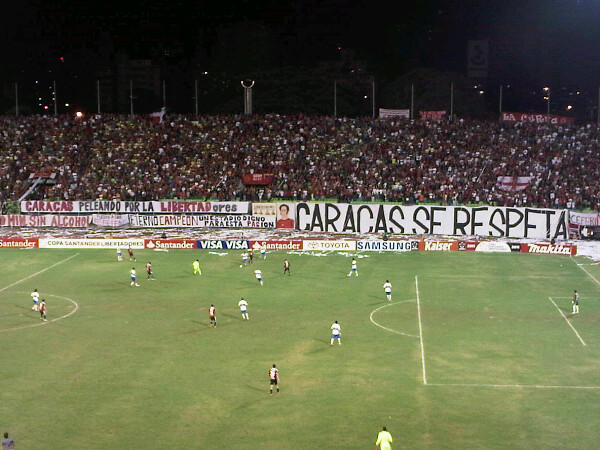
Partido de Copa Libertadores en el Estadio Olímpico de la UCV.

En 2010, el Caracas tuvo una serie de altibajos y salió del banquillo Rojo el entrenador Noel Sanvicente, lugar que tomó el destacado entrenador Ceferino Bencomo a mitad del Torneo Clausura 2010, del que salió campeón a pesar de haber empatado en la última fecha con Deportivo Anzoátegui en casa. Posteriormente, se vivió una final de ensueño cuando el Caracas FC enfrentó al Deportivo Táchira en partidos de ida y vuelta, el marcador global fue de 5-1 y el Rojo se coronó en Pueblo Nuevo, siendo así la primera estrella alcanzada como DT por parte de Ceferino Bencomo y también tomándose la revancha en la final de campeonato 2007-2008.

## Años 2010: Sequía liguera
Cuando el director técnico Ceferino Bencomo ganó la undécima estrella, comenzó un proceso de renovación en el club, saliendo de grandes figuras para incorporar muchachos de las categorías inferiores. Figuras como Rafael Castellín, José Manuel Rey y Darío Figueroa salieron del club y dieron chance a jugadores como Fernando Aristeguieta, Alexander González y Josef Martínez.

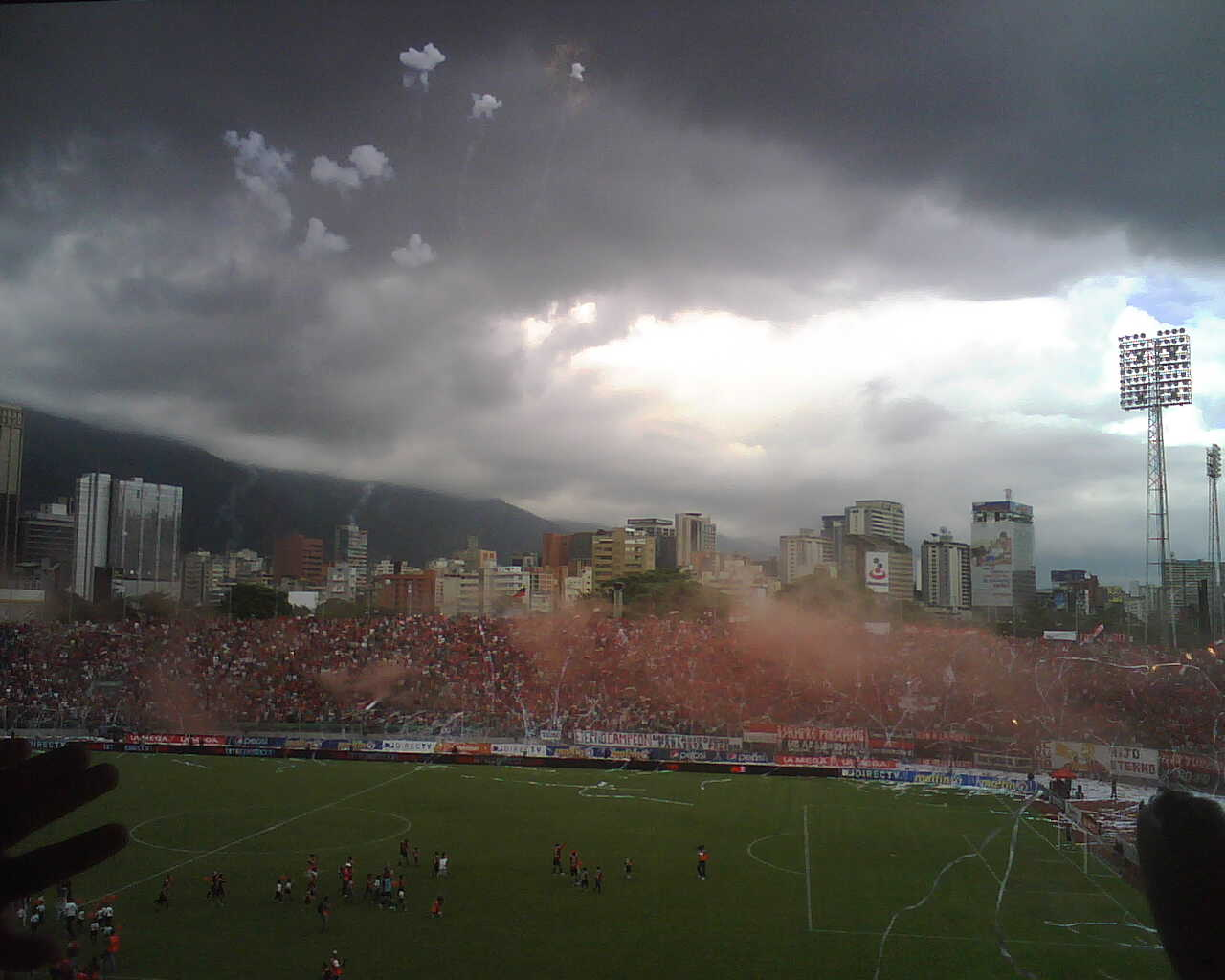
Caracas recibió con casa llena al Zamora Fútbol Club para disputar el Torneo Clausura.

No pudo lograr el Torneo Clausura 2011 ya que en la última jornada perdió contra su rival principal, el Zamora Fútbol Club, quedando así de segundo lugar a tres puntos de diferencia con dicho equipo. En el Torneo Apertura 2011, volvió a quedar de segundo lugar. Esta vez el campeón fue el Club Deportivo Lara, el cual invirtió mucho dinero para lograr el título. En dicho torneo, el equipo evidenció nuevamente su tendencia a perder puntos con equipos inferiores en el papel, como Yaracuyanos y Caroní. En la Copa Venezuela 2011 quedaron eliminados en semifinales por el Mineros de Guayana. Al terminar este torneo dos de sus figuras jóvenes salieron al BSC Young Boys: Alexander González y Josef Martínez. Llegaron grandes jugadores al club como Jesús "Chiki" Meza, y el regreso de Jesús Gómez y Juan Guerra (futbolista).
El Torneo Clausura 2012 fue un mal torneo para el avileño. Empezó empatando varios partidos, luego una racha ganadora sucedida por una de empates y derrotas. La fanaticada del equipo mostró su descontento con el cuerpo técnico, manifestándose mediante pancartas ofensivas contra el entrenador Ceferino Bencomo. Estas críticas surgieron especialmente por el bajo poderío ofensivo que no se complementaba con las buenas actuaciones de los defensas. El campeonato se lo llevó el C.D. Lara, quienes ganaron su primera estrella.
Nuevamente terminan de segundo lugar en el Torneo Apertura 2012. En las últimas jornadas, el Caracas mejoró en las actuaciones ofensivas, que les ayudaron a recortar distancia con el campeón, Deportivo Anzoátegui, hasta quedarse a un punto de ellos. Para lamento del conjunto avileño, salieron derrotados en juegos decisivos contra Anzoátegui y Petare, y se perdieron puntos contra rivales como Atlético Venezuela en circunstancias polémicas. Fernando Aristeguieta logró ser el máximo goleador del Apertura al marcar 14 goles, entre estos, dos tripletes y uno al Deportivo Táchira.
Con importantes bajas como las de Franklin Lucena y la de los delanteros Fernando Aristeguieta y Sebastián González, el club capitalino tuvo que resarcirse con siete fichajes para afrontar la Copa Libertadores 2013 y el Torneo Clausura, en los cuales resaltaban: Francisco Carabalí, Edder Farías, Andrés Sánchez y Danny Curé.
La primera jornada de la fase de grupos de la Copa Libertadores terminó con una derrota como local ante el Fluminense, 0-1. A la semana siguiente, vencerían a Huachipato en condición de visitante 1-3. Hallándose todos igualados, el Caracas saldría derrotado 4-1 en Brasil contra el Gremio de Porto Alegre. Había que esperar siete días para que el conjunto venezolano se desquite en su casa tras una remontada de 2-1. Con altas esperanzas para clasificar a la próxima fase, el rojo fue vencido con un aplastante 0-4 por parte del Huachipato. La última jornada se mantenía la posibilidad, sin embargo, perdieron 1-0 ante Fluminense.
Iniciaron la competición local con pie izquierdo ante el que iba a ser el campeón: Zamora Fútbol Club, que les había encajado el gol del empate en los minutos finales. Fue hasta la jornada 4 que el Caracas logró su primera victoria de manera poco contundente ante el Zulia Fútbol Club como local. A pesar de haber sido el peor torneo corto en la etapa de Ceferino Bencomo, el rojo llegó a la última fecha con posibilidades de ser campeón. Para que esto se diese, el Caracas debía vencer al Deportivo Táchira como local y que ninguno de los cuatro rivales que estaban encima de él ganasen. No obstante, ninguna de estas suposiciones ocurrió y acabaron en la quinta posición del Torneo Clausura 2013. Finalizó de segundo en la tabla acumulada, pero los campeonatos logrados por el Deportivo Anzoátegui y el Zamora F.C., dejarían al Caracas Fútbol Club como representante venezolano en la fase previa de la Copa Libertadores 2014.

### Llegada de Eduardo Saragó
El 14 de mayo de 2013, dos días después del clásico ante el Deportivo Táchira, la directiva del Caracas F.C., anuncia la renovación del contrato de Ceferino Bencomo, sin embargo, el día 16 del mismo mes, comunican la salida del mismo debido al surgimiento de diferencias en las ideas de la planificación para la temporada 2013-2014. Al día siguiente, el Caracas contrata por un año a quien había llevado al Club Deportivo Lara como campeón invicto la temporada pasada, Eduardo Saragó.
Tras un largo tiempo de espera, el Caracas Fútbol Club volvió a la palestra del fútbol nacional al conseguir, de la mano del entrenador Eduardo Saragó, su quinta Copa Venezuela en el año 2013. Título que tenía un valor agregado ya que fue contra su máximo rival, el Deportivo Táchira y con la posibilidad de levantarlo en casa.
A pesar de alzar la copa doméstica, el Caracas cuajó su peor torneo corto en años, quedando en el séptimo lugar del Torneo Clausura 2014 a 12 puntos del primero. Esto produjo la obtención del cuarto lugar en la tabla acumulada, privándose el derecho de participar en la siguiente Copa Libertadores, cortando así la racha de 10 apariciones consecutivas en el torneo de fútbol más importante de Latinoamérica.
La siguiente temporada la afrontaría con pocas variaciones en el plantel. Perdería su primer partido de la temporada contra el Estudiantes de Mérida y en Copa Sudamericana elimina al Inti Gas Deportes y en la siguiente ronda el Deportivo Capiatá los supera. En el Torneo Apertura 2014 acaba en el tercer puesto por detrás del Deportivo La Guaira y el campeón Trujillanos Fútbol Club. El siguiente torneo corto, perderían al defensor argentino Roberto Tucker y en detrimento de él fichan a Marcelo Barreña quien no vio suficientes minutos. Asimismo, ficharon al volante argentino con experiencia europea Fabián Bordagaray. Tras dos empates y tres victorias, su primer tropiezo se produciría contra el Zulia Fútbol Club quien llevaba un auge tras la toma de posesión de César Farías. Nuevamente perderían en la jornada 9 de local contra el Deportivo Lara. Sin embargo, el Caracas alcanza una racha de 6 victorias consecutivas, siendo Edder Farías protagonista al marcar en todos los encuentros. La última jornada se definiría en el Estadio Olímpico ante el Deportivo Táchira, quien estaba dos puntos por encima. Al equipo visitante le bastaba el empate para coronarse en casa de su archirrival. El estadio a reventar presenciaba rápidamente el gol de César "Maestrico" González en la fracción 14. Pero ocho minutos después empataba Felix Cásseres tras una volea fuera del área. En el minuto 80 llegaba el gol y la remontada de Edder Farías tras un corner y el estadio deliraba alegría. Los últimos minutos Alain Baroja salvó a su equipo en tres oportunidades. Los jugadores avileños celebraban y alentaban al público cuando aún no terminaba el partido. En la fracción 93 un centro de Yuber Mosquera cae en la humanidad de Wilker Ángel quien cabecea solo y anota el 2-2 y le da el título al Deportivo Táchira en el Estadio Olímpico. El Caracas acabaría primero en la tabla acumulada siendo el equipo con menos goles encajados y con pase a la fase previa de la Copa Libertadores 2015.
Después de dicho torneo, el formato del campeonato nacional cambiaría: el Torneo Apertura iniciaría en enero y el Clausura en julio. Para ello, se realizaría un nuevo Torneo de Adecuación que serviría de transición al nuevo formato, que entre sus nuevas reglas incluye que las primeras ocho posiciones pasan a un octogonal que a través de eliminación directa se decidiría el campeón. Por ello, el Caracas no decidió hacer ninguna inversión a pesar de las bajas importantes de Alain Baroja, Jhonder Cádiz, Rómulo Otero y, posteriormente, Edder Farías. El primer partido sería como visitante ante el Tucanes de Amazonas y vencerían contundentemente 0-4 con gol del debutante Sergio Córdova, doblete de Farías y del nuevo fichaje Armando Maita. Luego de dos partidos, establecerían una racha de cinco partidos consecutivos empatando sin goles, en los cuales se incluye el clásico ante Deportivo Táchira como locales. El Caracas finalizó de séptimo lugar, por lo que se debía enfrentar a Zamora que los vencería con el marcador global de 4-2. Wuilker Faríñez, portero de 17 años, surge como único aspecto destacable de la temporada al batir el récord de imbatibilidad del club y solo conceder diez goles en el torneo regular. Tras salir eliminados, Eduardo Saragó decide renunciar.

### Etapa de Antonio Franco
El 29 de noviembre de 2015 el Caracas Fútbol Club anuncia la contratación de Antonio Franco, exentrenador de Mineros de Guayana y Carabobo Fútbol Club. La pretemporada de enero estuvo meramente enfocada en el encuentro de la fase previa de la Copa Libertadores, contra el último campeón de la Copa Sudamericana, el Club Atlético Huracán, equipo que Franco había logrado vencer con Mineros. Para ello ficharon a jugadores de relevancia nacional tales como Robert Hernández, y a los colombianos Over García y Paulo César Arango. El partido de ida perderían como visitante 1-0. En Caracas remontaron con goles de Rubert Quijada y Arango, pero en el minuto 92 el conjunto argentino descontaría para lograr empatar el global y así pasar a la fase de grupos por la regla de goles de visitante. En el campeonato doméstico, los rojos alcanzarían la quinta posición. En cuartos de final lograron vencer al Deportivo La Guaira, sin embargo, en la semifinal, el Zamora Fútbol Club, que a la postre sería campeón, volvió a eliminarlos con global de 4-0.

### Hechos destacados
En el ámbito estrictamente futbolístico se anotan algunos de los principales hitos de la historia del Caracas Fútbol Club:
-Caracas Fútbol Club es hasta ahora el único equipo en obtener 4 bicampeonatos de la Primera División de Venezuela
-Caracas Fútbol Club es el equipo con más campeonatos del fútbol venezolano, al haber obtenido los títulos de 11 campeonatos en la Primera División de Venezuela
-Caracas Fútbol Club durante la década de los 90s se confirmó que tuvo la nómina más cara de toda Venezuela (coincidiendo con la adquisición del cuadro avileño con Guillermo Valentiner y la Organización Deportiva Cocodrilos). Por eso durante esa época hasta ahora algunos aficionados y sectores de la prensa refieren al Caracas como el Equipo Millonario.
-Caracas Fútbol Club venció el primer clásico venezolano de ida y vuelta por la Copa Conmebol (versión 1993 ambas victorias del Caracas Fútbol Club), ante su clásico rival el Deportivo Táchira.
-Caracas Fútbol Club es hasta ahora el único equipo que no ha perdido en una de las finales disputadas de la Primera División de Venezuela (le ganó al Atlético Zulia, al Unión Atlético Maracaibo, al Deportivo Italia y a su clásico rival el Deportivo Táchira)
-Caracas Fútbol Club es el único equipo venezolano en llegar a semifinales de la desaparecida Copa Merconorte en 1998 perdiéndola en penales ante Independiente Santa Fe
-Fue campeón del último torneo del siglo XX (Copa República Bolivariana) en 2000 y el primero del siglo XXI, (Torneo Nacional) 2001.
-Caracas Fútbol Club es el primer campeón del fútbol venezolano en obtener la estrella sin disputar la Serie Final (Apertura 2003, Clausura 2004) en el Campeonato 2003/04.
-Tuvo al entrenador que más títulos del fútbol venezolano logró con un mismo equipo: (Noel Sanvicente estuvo en los campeonatos de 2003, 2004, 2006, 2007, y 2009.
-En 2005 se convirtió en el primer equipo venezolano que inaugura su propio campo de entrenamiento y de paso inaugura su propio estadio: el Cocodrilos Sports Park. Hasta la fecha se marcó un hito para el fútbol venezolano, pues ningún otro club venezolano cuenta con una moderna infraestructura ni tampoco un campo de entrenamiento propio como lo posee el Caracas Fútbol Club.
-Caracas Fútbol Club es el único equipo venezolano en obtener una victoria en Argentina (2007) 1-0 jugando contra River Plate en Buenos Aires por la Copa Libertadores de América
-En los últimos 20 años es el equipo venezolano que más veces se ha coronado campeón
-Caracas Fútbol Club es hasta ahora el único equipo caraqueño en llegar a cuartos de final por un torneo internacional (Copa Libertadores 2009 eliminado por el Gremio de Porto Alegre)

## Caracas Futbol Club y la Selección Venezolana de Fútbol
A lo largo de la historia, el Caracas Futbol Club ha aportado muchos jugadores para las selecciones venezolanas en diversas participaciones internacionales. Desde su fundación, en todas los Campeonatos Sudamericanos, y otros torneos en que ha participado Venezuela, ha habido futbolistas del equipo Rojo.

### Copa América
En cuanto a Copas América, Caracas aportó jugadores en casi todas las ediciones en las que participó el elenco vinotinto. La Copa América 1997, Copa América 2001 y Copa América 2007 fueron las ediciones en las que hubo más presencias caraquistas con un total de siete seleccionados.
| Copa América 1987: - César Renato Baena - Wilton Areaza - Robert Ellie - Abraham Gerardo Ferrebus Copa América 1989: - César Renato Baena - Pedro Acosta - Bernardo Añor - Roberto Carlos González - Carlos Domínguez Copa América 1991: - Ceferino Bencomo Copa América 1993: - Miguel Ángel Echenausi Copa América 1995: - Elvis Alfonso Martínez - Gerson Díaz - Gabriel Miranda - Alexander Hezzel - Stalin Rivas Copa América 1997: - José Manuel Rey - Leonardo González - Gerson Díaz - Rafael Castellin - Gabriel Miranda - César Renato Baena - Elvis Alfonso Martínez Copa América 1999: - David Andrew McIntosh - Héctor Pablo Bidoglio - Miguel Mea Vitali | Copa América 2001: - José Manuel Rey - Luis Vera - Alexander Rondon - Manuel Sanhouse Contreras - Jorge Alberto Rojas - Rafael Mea Vitali - Héctor González Guzmán Copa América 2004: - Luis Vallenilla - José Manuel Rey - Miguel Mea Vitali - Jorge Alberto Rojas - Andrés Rouga Copa América 2007: - Oswaldo Vizcarrondo - Luis Vera - César Eduardo González Amais - Javier Toyo - Leonel Vielma - Alejandro Guerra - Andrés Rouga Copa América 2011: - Renny Vega - Franklin Lucena - Alexander González Copa América 2015: - Alain Baroja - Wuilker Faríñez Copa América Centenario 2016: - Wuilker Faríñez |